# Sougy
Sougy és un municipi francès, situat al departament del Loiret i a la regió de Centre – Vall del Loira. L'any 2007 tenia 850 habitants.

## Demografia

### Població
El 2007 la població de fet de Sougy era de 850 persones. Hi havia 330 famílies, de les quals 76 eren unipersonals (36 homes vivint sols i 40 dones vivint soles), 103 parelles sense fills, 131 parelles amb fills i 20 famílies monoparentals amb fills.
La població ha evolucionat segons el següent gràfic:
Habitants censats

### Habitatges
El 2007 hi havia 365 habitatges, 333 eren l'habitatge principal de la família, 13 eren segones residències i 20 estaven desocupats. 346 eren cases i 16 eren apartaments. Dels 333 habitatges principals, 268 estaven ocupats pels seus propietaris, 56 estaven llogats i ocupats pels llogaters i 9 estaven cedits a títol gratuït; 1 tenia una cambra, 19 en tenien dues, 50 en tenien tres, 86 en tenien quatre i 177 en tenien cinc o més. 269 habitatges disposaven pel capbaix d'una plaça de pàrquing. A 114 habitatges hi havia un automòbil i a 185 n'hi havia dos o més.

### Piràmide de població
La piràmide de població per edats i sexe el 2009 era:
| Homes | Edats   | Dones |
| ----- | ------- | ----- |
| 0     | 95 o +  | 0     |
| 0     | 90 a 94 | 0     |
| 8     | 85 a 89 | 16    |
| 12    | 80 a 84 | 0     |
| 8     | 75 a 79 | 32    |
| 24    | 70 a 74 | 12    |
| 12    | 65 a 69 | 8     |
| 20    | 60 a 64 | 8     |
| 20    | 55 a 59 | 20    |
| 16    | 50 a 54 | 12    |
| 48    | 45 a 49 | 48    |
| 48    | 40 a 44 | 24    |
| 36    | 35 a 39 | 36    |
| 16    | 30 a 34 | 28    |
| 20    | 25 a 29 | 16    |
| 24    | 20 a 24 | 20    |
| 56    | 15 a 19 | 24    |
| 20    | 10 a 14 | 36    |
| 28    | 5 a 9   | 40    |
| 16    | 0 a 4   | 20    |

## Economia
El 2007 la població en edat de treballar era de 555 persones, 444 eren actives i 111 eren inactives. De les 444 persones actives 419 estaven ocupades (219 homes i 200 dones) i 25 estaven aturades (7 homes i 18 dones). De les 111 persones inactives 45 estaven jubilades, 41 estaven estudiant i 25 estaven classificades com a «altres inactius».

### Ingressos
El 2009 a Sougy hi havia 333 unitats fiscals que integraven 875,5 persones, la mediana anual d'ingressos fiscals per persona era de 20.480 €.

### Activitats econòmiques
Dels 20 establiments que hi havia el 2007, 1 era d'una empresa extractiva, 1 d'una empresa alimentària, 2 d'empreses de fabricació d'altres productes industrials, 7 d'empreses de construcció, 1 d'una empresa de comerç i reparació d'automòbils, 1 d'una empresa de transport, 1 d'una empresa d'hostatgeria i restauració, 1 d'una empresa immobiliària, 4 d'empreses de serveis i 1 d'una empresa classificada com a «altres activitats de serveis».
Dels 5 establiments de servei als particulars que hi havia el 2009, 1 era un taller de reparació d'automòbils i de material agrícola, 2 guixaires pintors, 1 lampisteria i 1 electricista.
L'únic establiment comercial que hi havia el 2009 era una fleca.
L'any 2000 a Sougy hi havia 33 explotacions agrícoles que ocupaven un total de 2.880 hectàrees.

## Equipaments sanitaris i escolars
El 2009 hi havia una escola elemental integrada dins d'un grup escolar amb les comunes properes formant una escola dispersa.

## Poblacions més properes
El següent diagrama mostra les poblacions més properes.